# Santa Rita Durão (Mariana)
Santa Rita Durão é um distrito do município brasileiro de Mariana, no interior do estado de Minas Gerais. Segundo o censo demográfico de 2022, realizado pelo Instituto Brasileiro de Geografia e Estatística (IBGE), sua população era de 1 401 habitantes e havia 444 domicílios particulares permanentes ocupados. Possui área de 228,03 km² conforme a Fundação João Pinheiro (FJP). Foi criado pelo alvará de 16 de janeiro de 1752.
De acordo com o IBGE, em 2010 a população era de 1 956 habitantes e havia 680 domicílios particulares.
Faz parte de Santa Rita Durão o subdistrito de Bento Rodrigues, que contava com 200 casas e 620 habitantes até 5 de novembro de 2015, quando a localidade foi devastada em consequência do rompimento de uma barragem de rejeitos de mineração de ferro pertencente à Samarco Mineração S.A. no rio Gualaxo do Norte.

## História
O distrito nasceu diante da busca por minas de ouro pelos grandes grupos que invadiram o sertão das Minas Gerais durante o século XVII e XVIII. A busca, quase que fracassada por ouro, rendeu ao distrito a primeira denominação de “Inficionado” por volta de 1702. O termo, variante da palavra “Infeccionado”, era devido o pouco ouro e de baixo teor encontrado nas águas do curso d’água local. É lhe atribuída a descoberta das "jazidas do Inficionado" a Salvador de F. Albernaz.
A aventura em conhecer a localidade permite encher os olhos com belezas da história mineira e grandes paisagens naturais, e lhe permite transitar pelas páginas poéticas de escrita pelo frei Santa Rita Durão, natural do distrito e nascido em 1722. O frei Santa Rita Durão se tornou pioneiro da Literatura Brasileira de um dos maiores poemas épicos brasileiros, o “Caramuru”.

## Igreja Matriz de Nossa Senhora de Nazaré

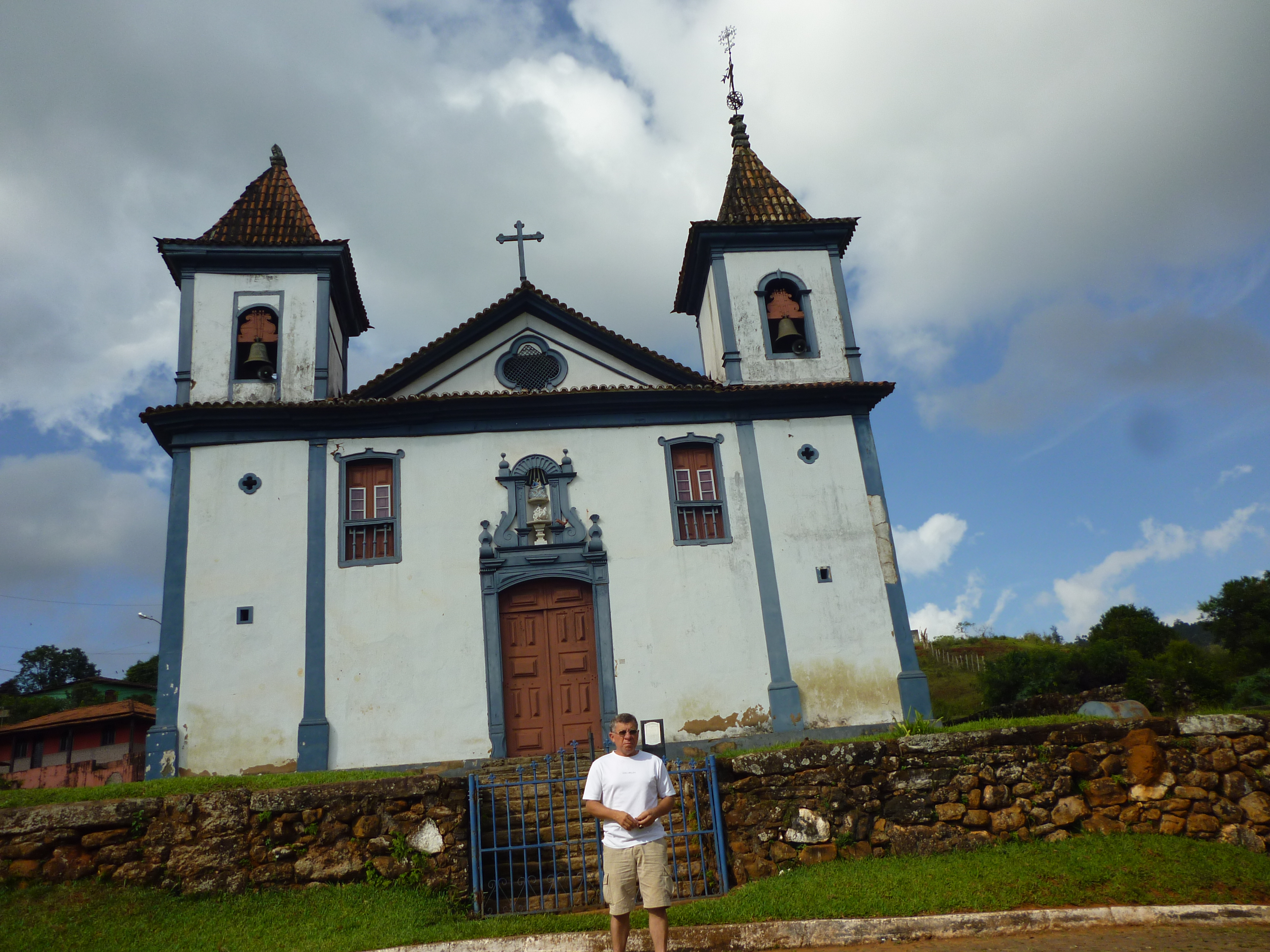
Igreja Matriz de Nossa Senhora de Nazaré em 2013

A Igreja Matriz de Nossa Senhora de Nazaré, situada em Santa Rita Durão, distrito de Mariana - Minas Gerais, é uma das mais importantes expressões do barroco religioso mineiro do século XVIII.  Segundo registros, a primitiva matriz foi construída pelo sargento-mor Paulo Rodrigues Durão e abençoada em 28 de maio de 1729. No entanto, o historiador Germain Bazin indica que o atual edifício não é o original, destacando a menção de obras no Livro de Receita e Despesa da Irmandade do Santíssimo Sacramento, realizadas na segunda metade do século XVIII por Domingos Francisco Teixeira. A reedificação da capela-mor teve início com licença concedida em 1779, e o orçamento foi elaborado em 1780 por José Pereira Arouca, notório construtor da época. Domingos Francisco Teixeira executou os trabalhos até 1794. A igreja possui estrutura mista de madeira, adobe e taipa. A fachada conta com duas torres sineiras de telhados piramidais e um frontão triangular com óculo quadrilobado. A porta central almofadada, de verga curva, é encimada por nicho com imagem sacra. O interior apresenta rica ornamentação: o coro é sustentado por colunas e arcos, com balaustrada entalhada. A capela-mor possui altar em talha dourada de estilo D. João V, com colunas torsas e figuras de anjos. O teto exibe pintura rococó em perspectiva ilusionista, destacando o milagre de Nazaré: a Virgem salvando Dom Fuas Roupinho. A autoria das pinturas é atribuída a João Batista de Figueiredo, um dos maiores pintores do barroco mineiro. Nos painéis, há figuras de São Pedro, São Paulo, São Tomás de Aquino, São Boaventura e os quatro doutores da Igreja. A igreja é um importante bem cultural e religioso de Santa Rita Durão e de toda a região dos Inconfidentes.

## Capela Nossa Senhora do Rosário

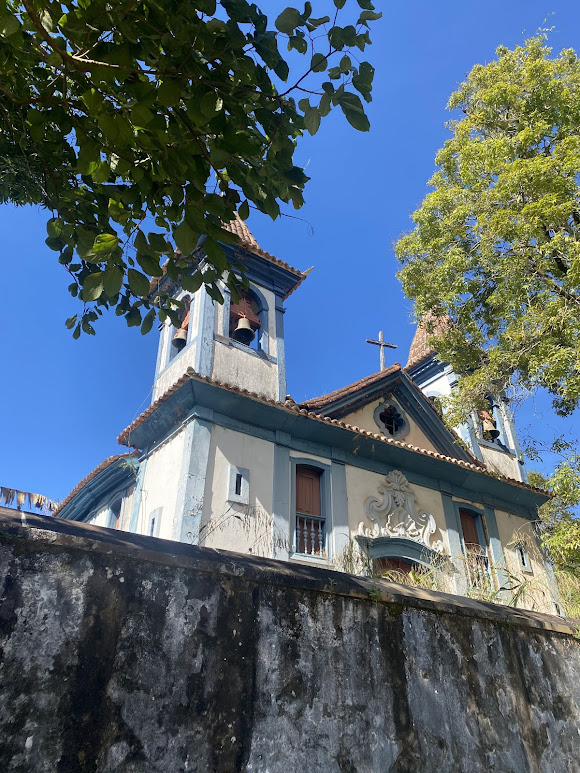
Capela Nossa Senhora do Rosário

A Capela de Nossa Senhora do Rosário, localizada no distrito de Santa Rita Durão, no município de Mariana, Minas Gerais, é uma edificação histórica construída possivelmente na primeira metade do século XVIII, segundo indícios de seu sistema construtivo. O historiador francês Germain Bazin, no entanto, considera que sua construção tenha ocorrido na segunda metade do século XVIII, preservando ainda o estilo sóbrio característico da década de 1720. A estrutura da capela é composta por armação de madeira, vedação em adobe e pau-a-pique, características que a aproximam da Igreja de Nossa Senhora da Conceição de Sabará. O conjunto é cercado por um muro baixo e possui um adro frontal com um mata-burros de pedra, elementos típicos das igrejas rurais mineiras. A fachada principal exibe uma porta única de grandes dimensões, com folhas almofadadas, ladeada por duas janelas com vergas curvas e guarda-corpo em balaústres. Duas torres sineiras de base retangular com telhado piramidal e coruchéu ladeiam a entrada, integrando-se ao corpo da capela. Uma cimalha de madeira, protegida por beiral, separa o corpo da igreja do frontão triangular, que é encimado por uma cruz e possui um óculo envidraçado em forma de trevo. Um dos aspectos mais singulares da edificação é a presença de dois corredores laterais, abertos à nave principal por meio de arcos e encimados por galerias superiores, conferindo à capela a aparência de possuir três naves. Outra peculiaridade é a varanda posterior, criada pela continuação do telhado da capela-mor, que possivelmente servia como abrigo de animais. No interior, a capela apresenta rica decoração artística. O altar colateral do lado do Evangelho é atribuído com segurança ao escultor Antônio Francisco Lisboa, o Aleijadinho. O altar oposto é considerado uma cópia realizada por entalhador anônimo. As pinturas decorativas abrangem todo o forro, da nave à capela-mor, e são atribuídas a João Batista de Figueiredo, cuja assinatura aparece em um painel sob o coro, datado de 1792. De acordo com a especialista Myriam Ribeiro de Oliveira, essas pinturas podem ser situadas entre os anos de 1788 a 1790. As colunas e arcos internos são revestidos por tábuas pintadas, e os painéis do forro são todos executados a têmpera. Desde a década de 1940, a capela passou por diversas intervenções para garantir sua preservação, em razão da fragilidade dos materiais construtivos originais e da exposição às intempéries. Uma importante restauração foi conduzida pelo IPHAN entre 1957 e 1958, ocasião em que uma das torres teve que ser totalmente reconstruída.
A localização em área de difícil acesso, aliada à ausência de uso contínuo por não ser sede paroquial, contribui para os desafios na conservação do edifício.

## Casa de Rótulas

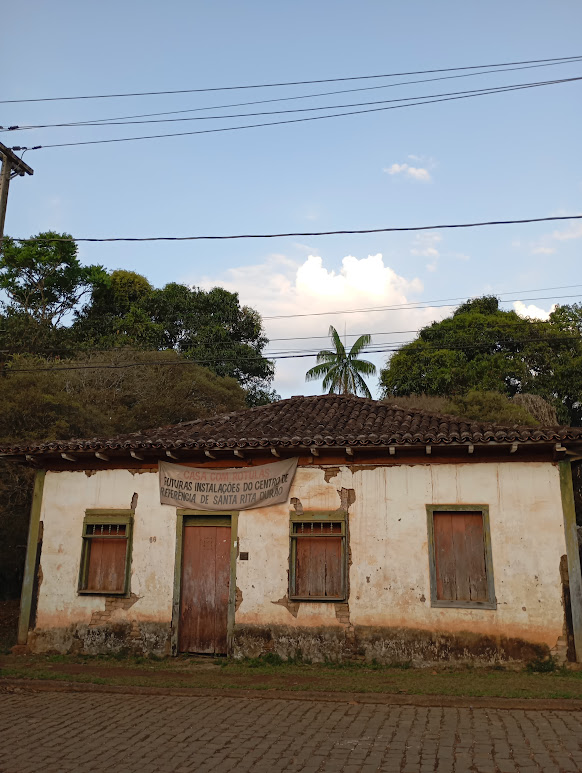
Casa de Rótulas - Fachada

A Casa com Rótulas está situada na Rua do Rosário, em Santa Rita Durão, distrito de Mariana (MG). Presume-se que tenha sido construída no final do século XVIII ou início do século XIX, sendo hoje considerada um dos poucos exemplares remanescentes de residências urbanas coloniais na região. O imóvel foi doado à União em 14 de maio de 1947 por seus proprietários da época, por meio de escritura pública. A casa encontra-se entre o córrego Catavela e uma propriedade particular, tendo ao fundo o rio Piracicaba. É uma construção feita em madeira e taipa, com telhado de quatro águas, coberto por telhas do tipo canal. O beiral é sustentado por cachorros (elementos de madeira esculpidos que apoiam o beiral). A fachada apresenta uma configuração simples, composta por uma porta e três janelas com rótulas. As rótulas são estruturas de madeira fixadas dentro de molduras sobre as janelas, com função de garantir a ventilação e privacidade dos moradores, permitindo a visão de dentro para fora sem que se enxergue o interior da casa. Essas estruturas são formadas por pequenos bilros torneados na parte superior e por painéis com peças finas em formato losangular na parte inferior. Esse tipo de esquadria tem origem oriental e foi amplamente utilizado em residências coloniais, especialmente nas cidades de Diamantina (MG) e em outros centros urbanos do período colonial. No Rio de Janeiro, após a chegada da Corte Portuguesa, as rótulas foram proibidas por ordem real e retiradas das fachadas das casas.
A casa é considerada de significativo valor histórico, arquitetônico e cultural, representando um raro testemunho da arquitetura residencial colonial mineira.

## Filhos ilustres
- Santa Rita Durão, escritor que dá nome a localidade.
- Sinhá Olímpia, musa do movimento hippie.
- Roque Camello, prefeito e presidente da Academia Marianense de Letras.